# NGC 5399
NGC 5399 ist eine spiralförmige Radiogalaxie vom Hubble-Typ Sbc im Sternbild Jagdhunde und 167 Millionen Lichtjahre von der Milchstraße entfernt. 
Sie wurde am 1. Mai 1785 von Wilhelm Herschel mit einem 18,7-Zoll-Spiegelteleskop entdeckt, der sie dabei mit „eF, vS“ beschrieb.